# Claudio de Maglio
Claudio de Maglio (...) è un attore, regista teatrale e drammaturgo italiano.
Dal 1992 è inoltre direttore artistico della Civica accademia d'arte drammatica Nico Pepe di Udine.

## Biografia
Negli anni 1990 è attore in alcune produzioni, sia italiane che internazionali. Tra le altre ha recitato al Théâtre des Bouffes du Nord oltre che in alcune produzioni come attore e danzatore per il Gran Teatro La Fenice.
Dopo essere stato dal 1998 al 2008 insegnante di "Attività Espressive" e "Psicomotricità e Tecniche del mimo" a Udine, partecipa al laboratorio dell'università La Sapienza di Roma dove prende parte ad una tournée in Argentina e Uruguay e al Festival Internazionale scuole di Teatro di Varsavia, nel 2006 e nel 2009. Tiene molte master class e seminari, sia in Italia che all'estero, tra cui a Tokyo, Helsinki, Mosca e Svezia. Ha ricevuto vari premi sia in Italia che all'estero.
Ha vinto un premio al Cinema Mediterranéen Montpellier nel 2004, a Belgrado nel 2006, al Theatre Schools Festival a Varsavia nel 2007 e ha partecipato a vari festival.